# Mario Casardi
Mario Casardi (Roma, 1º aprile 1915 – Roma, 28 maggio 1982) è stato un ammiraglio italiano, già direttore del Servizio Informazioni Difesa (SID).

## Biografia
Era figlio dell'ammiraglio di squadra Ferdinando Casardi, poi senatore e sottosegretario DC.
Entrato in Accademia Navale nel 1933. Durante la seconda guerra mondiale, nell'ottobre 1942, da tenente di vascello, imbarcato sulla corazzata Littorio come direttore di tiro delle quattro torri da 152, ottiene una croce di guerra al valor militare. Nel settembre 1943, dopo l'armistizio è internato dagli Alleati con tutto l'equipaggio della corazzata ai Laghi Amari e vi restò circa un anno..
Raggiunse il grado di ammiraglio di squadra nel 1973. Stretto amico dell’altro ammiraglio per anni capo del SID Eugenio Henke, dopo l'arresto del generale Vito Miceli, dal 1º agosto 1974 viene nominato Direttore del Servizio Informazioni Difesa da Giulio Andreotti. L’ammiraglio Casardi e il generale Romeo, attuano insieme la distruzione di migliaia di fascicoli che si diceva fossero stati “impiantati” illegalmente durante la fase in cui la denominazione del Servizio era SIFAR. Nel 1981 fu accusato d'aver sottratto alcuni di questi documenti.
Restò al SID fino alla fine del 1977, quando questi fu trasformato in SISMI. Nel 1978 fu nominato Vice Presidente del Consiglio Superiore delle Forze Armate.